# Exterritorial
Exterritorial és una pel·lícula alemanya del 2025 dirigida i escrita per Christian Zübert i protagonitzada per Jeanne Goursaud, Dougray Scott i Lera Abova. El thriller d'acció es va estrenar a Netflix el 30 d'abril de 2025, amb subtítols en català.
La pel·lícula va ser produïda per Constantin Television, amb Kerstin Schmidbauer com a productora i Oliver Berben com a productor executiu. El rodatge va tenir lloc a Viena amb el suport de FISAplus, i va acabar a finals del 2023.